# Уэстфилд (Нью-Йорк)
Уэстфилд (англ. Westfield) — американский город в округе Шатокуа, Нью-Йорк. Вёдет свою историю с поселений основанных около 1802 года. По данным переписи 2010 года население составляло 4 896 человек.

## Население
По данным переписи 2000 года население составляло 5 232 человека, в городе проживало 1 419 семей, находилось 2 075 домашних хозяйств и 2 493 строения с плотностью застройки 20,4 строения на км². Плотность населения 42,8 человека на км². Расовый состав населения: белые — 96,98 %, афроамериканцы — 0,27 %, коренные американцы (индейцы) — 0,25 %, азиаты — 0,54 %, представители других рас — 1,30 %, представители двух или более рас — 0,67 %. Испаноязычные составляли 2,64 % населения.
В 2000 году средний доход на домашнее хозяйство составлял $32 534 USD, средний доход на семью $43 156 USD. Мужчины имели средний доход $30 203 USD, женщины $23 250 USD. Средний доход на душу населения составлял $15 738 USD. Около 8,8 % семей и 13,8 % населения находятся за чертой бедности, включая 17,0 % молодежи (до 18 лет) и 14,8 % престарелых (старше 65 лет).